# North American Catalan Society
La Societat Catalana de Nord-amèrica (North American Catalan Society o NACS) és una associació professional que agrupa els investigadors, els estudiants i també tota la gent, especialment dels Estats Units i del Canadà, que manifesti un cert interès sobre qualsevol aspecte de la cultura dels Països Catalans i la llengua catalana (literatura, lingüística, arts, història i filosofia, entre altres àmbits).
Va ser fundada el 1978, durant el Primer Col·loqui d'Estudis Catalans d'Amèrica del Nord (First Colloquium of Catalan Studies in North America) que es va celebrar a la Universitat d'Illinois a Urbana-Champaign) organitzat per Josep Roca i Pons i Albert Porqueras-Mayo. La NACS es dedica a fomentar i promoure els estudis del català i de la seva cultura a l'acadèmia Nord Americana. També publica la Catalan Review: International Journal of Catalan Culture i organitza col·loquis.
El 1997, l'Institut d'Estudis Catalans i el govern català van atorgar a la NACS el prestigiós Premi Ramon Llull en recompensa pel seu paper en la promoció de la cultura catalana a nivell internacional. El 1998 la NACS va rebre la Creu de Sant Jordi.
El seu president actual (per a 2017-2021) és Mario Santana, professor a la Universitat de Chicago que succeeix a Lourdes Manyé, professora a la Universitat de Furman (Greenville, South Carolina), presidenta per a 2013-2015 i 2015-2017.

## Col·loquis
L'associació organitza col·loquis biennals, a partir del de 1978 quan es feu el col·loqui fundador a la Universitat d'Illions. Se celebren habitualment als Estats Units o Canadà i, excepcionalment, en altres llocs. Fins ara s'han celebrat els següents:
- 1978 1r Col·loqui: University of Illinois at Urbana-Champaign
- 1980 2n Col·loqui: Yale University
- 1982 3r Col·loqui: University of Toronto (Canadà)
- 1984 4t Col·loqui: Washington University[2]
- 1987 5è Col·loqui: University of South Florida at Tampa.
- 1990 6è Col·loqui: University of British Columbia (Vancouver, Canadà)
- 1993 7è Col·loqui: University of California at Berkeley
- 1995 8è Col·loqui: Indiana University at Bloomington
- 1998 9è Col·loqui: Institut d'Estudis Catalans (Barcelona)
- 2001 10è Col·loqui: Brown University
- 2004 11è Col·loqui: Eton College (Regne Unit), amb l'Anglo-Catalan Society
- 2007 12è Col·loqui: Dalhousie University at Halifax (Canadà)[3]
- 2010 13è Col·loqui: Temple University (Filadèlfia)[4]
- 2013 14è Col·loqui: University of Toronto (Canadà). Programa en xarxa.
- 2015 15è Col·loqui: Institut d'Estudis Catalans (Barcelona)
- 2017 16è Col·loqui: Indiana University at Bloomington